# Volksblad

Volksblad (Journal du peuple en afrikaans)  est un quotidien national d'Afrique du Sud en langue afrikaans. Propriété du groupe de presse Naspers, il est publié à Bloemfontein. Fondé en 1904 sous le titre Het Westen devenu ensuite Het Volksblad en 1915, puis Die Volksblad, c'est le plus ancien journal en langue afrikaans du pays. Devenu quotidien en 1925, il est essentiellement diffusé dans la province de l'Etat-Libre et dans celle du Cap-du-Nord. Sa diffusion est de 126 000 lecteurs au quotidien.

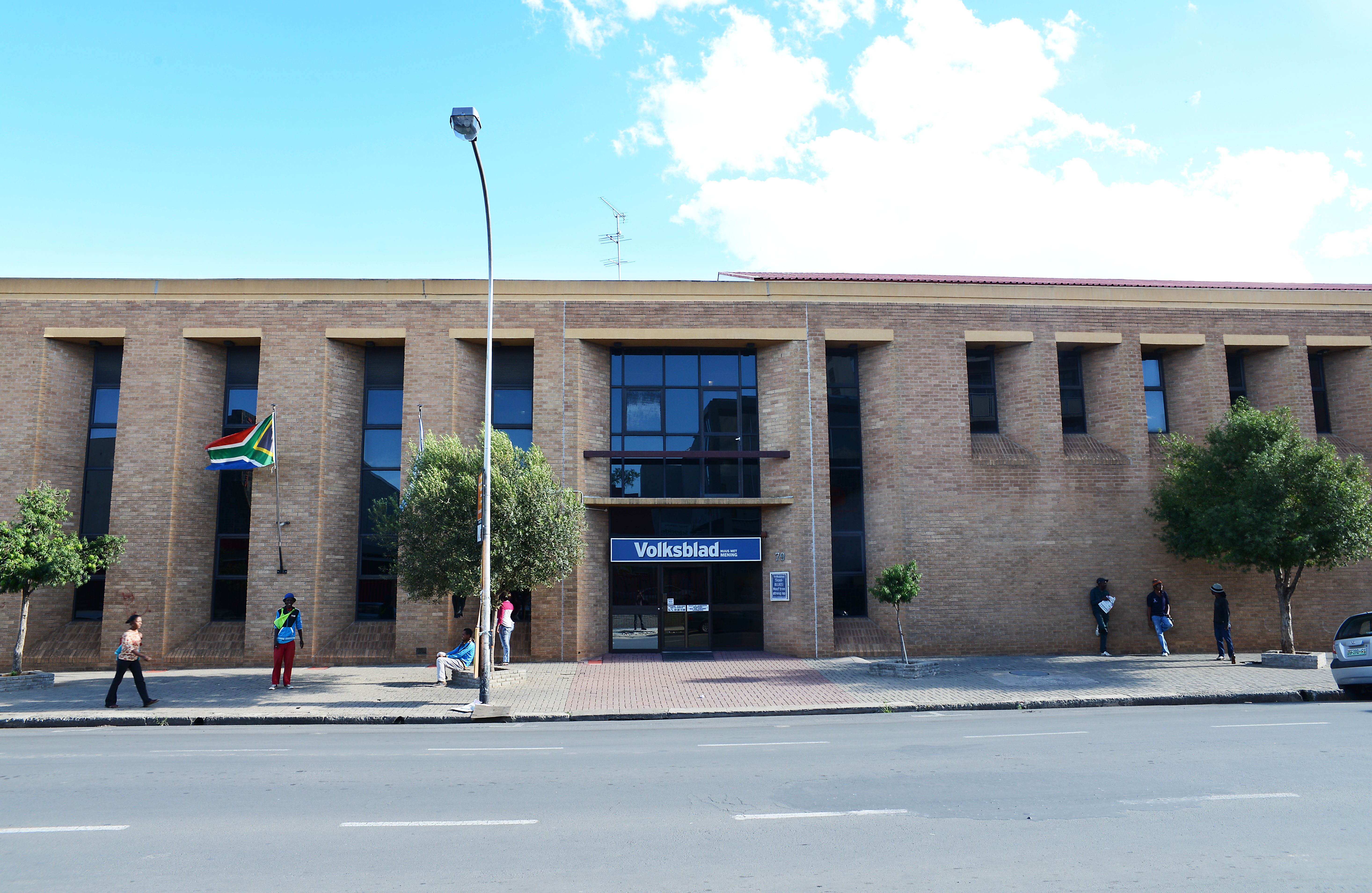
Siège du Volksblad, à Bloemfontein

Durant la mise en œuvre de la politique d'apartheid en Afrique du Sud (1948-1991), Volksblad, à l'instar de nombreux journaux de langue afrikaans comme Die Burger ou Beeld, avait soutenu la politique mené par les gouvernements issus du parti national. Durant ses années d'étudiant à Bloemfontein, Pieter Botha (futur chef d'État sud-africain) fut d'ailleurs journaliste à temps partiel au Volksblad. 
À partir de 1982, sous la férule de son rédacteur en chef, Hennie van Deventer, Volksblad jusque-là partisan d'une ligne conservatrice qui l'avait catalogué comme un organe officiel du parti national, apporta son soutien à une ligne réformiste plus exigeante encore que celle pratiquée par le président Botha, encourageant ce dernier à franchir le rubicon et à aller jusqu'au bout du démantèlement des lois d'apartheid. Il apporta un soutien sans doute décisif à Frederik de Klerk, en soutenant ce dernier dans le très conservateur état libre d'Orange, lors du référendum du 17 mars 1992 par lequel le chef d'État sud-africain demandait aux électeurs blancs de soutenir la politique du gouvernement sud-africain visant à mener des négociations constitutionnelles dont l'ultime objet était la mise en place d'un gouvernement non racial en Afrique du Sud.  

## Contributeurs
- Hermann Giliomee